# Anania monospila
Anania monospila is een vlinder van de familie van de grasmotten (Crambidae). De wetenschappelijke naam van deze soort is voor het eerst voorgesteld als Pionea monospila door George Francis Hampson in een publicatie uit 1913.
De soort komt voor in Brazilië.